# Matelotaj
Matelotaj reprezintă o practică sau o activitate marinărească pentru manevrarea velelor, sau pentru efectuarea de matiseli, noduri marinărești, împletituri, înfășurări, legături, pătronări etc la bordul unei nave sau pe uscat. Se execută cu parâme vegetale, sintetice sau metalice.